# Manfred Wieczorke
Manfred Wieczorke (Hannover, 28 aprile 1946) è un chitarrista e tastierista tedesco prevalentemente noto per la sua militanza nella band Eloy.

## Biografia
Nel 1969 fondò gli Eloy con Frank Bornemann, contribuendovi prima come chitarrista e poi (dal 1973) come tastierista. Quando il gruppo si sciolse temporaneamente nel 1975, Wieczorke passò al gruppo krautrock dei Jane. A metà degli anni ottanta fondò il gruppo The Trick insieme a Detlev Schmitchen (anche lui precedentemente negli Eloy).